# Chico Fraga
Francisco Fraga da Silva, mais conhecido como Chico Fraga (Porto Alegre, 2 de outubro de 1954) é um ex-futebolista brasileiro que atuava como lateral esquerdo.

## Biografia
Nascido na capital do Rio Grande do Sul, iniciou sua carreira jogando pelo Internacional no ano de 1975.[carece de fontes?] Pelo clube, foi campeão do Campeonato Brasileiro de 1976 e 1977, conquistando também o Campeonato Gaúcho de 1975 e de 1976. Nesse mesmo ano, jogou pela Seleção Brasileira de Futebol, foi medalhista de ouro pela seleção nos Jogos Pan-Americanos de 1975.  No ano seguinte, representou o Brasil, nos Jogos Olímpicos de Verão de 1976, em que o Brasil perdeu a medalha de bronze do campeonato para a União Soviética.  Após passagem vitoriosa pelo Internacional, migrou em 1977 para o Náutico. Após a passagem pelo clube nordestino, jogou no São Paulo entre 1978 e 1979.
Em 1980, jogou pelo Fluminense sendo vitorioso do Campeonato Carioca de Futebol de 1980. Após essa passagem, atuou no Joinville, onde jogou por apenas três jogos. Fraga também atuou em equipes como Paraná, Colorado, Sport, XV de Jaú, Brasil de Pelotas, Sampaio Correia e no EC Guarani.
Encerrou sua carreira em 1988, pelo Guarany.[carece de fontes?]
A partir de 2000, começou a dedicar-se a ser treinador de batedor de faltas, escanteio e pênalti. Em 2005 foi auxiliar técnico de Muricy Ramalho no Internacional. Após a saída de Muricy do clube, vem treinando as categorias de base do clube.

## Títulos
Internacional
- Campeonato Brasileiro: 1975, 1976
- Campeonato Gaúcho: 1975, 1976

Fluminense
- Campeonato Carioca: 1980

Seleção Brasileira
- Jogos Pan-Americanos de 1975
- Torneio Pré-Olímpico Sul-Americano Sub-23 de 1976